# Nombre de Fedorov
Le nombre de Fedorov {\displaystyle (Fe)} est un nombre sans dimension utilisé en mécanique des fluides pour caractériser le flux de particules dans un lit fluidisé,.
Ce nombre porte le nom de Igor Mikhailovitch Fedorov, scientifique russe. Une autre source indique toutefois que ce nombre aurait été nommé en l'honneur de Evgeni Konstantinovitch Fedorov, géophysicien russe.
On le définit de la manière suivante :
{\displaystyle Fe=\left({\frac {4\,g\,d\,\rho _{g}\,(\rho _{p}-\rho _{g})}{3\,\mu ^{2}}}\right)^{1/3}=\left({\frac {3}{4}}\,Ar\right)^{1/3}}
avec :
- g - accélération gravitationnelle
- ρg - masse volumique du gaz
- ρp - masse volumique des particules
- μ - viscosité absolue du fluide
- d - diamètre des particules
- Ar - nombre d'Archimède